# Stazione Leopolda (Pisa)
La stazione Leopolda è stata la prima stazione ferroviaria costruita a Pisa, dopo la dismissione riadibita a complesso polivalente.

## Storia
La Leopolda, stazione della prima ferrovia granducale realizzata in Toscana (la Livorno-Pisa), sorse su progetto di Giuseppe Martelli e fu inaugurata nel 1844.
Dopo l'approvazione del piano urbanistico redatto da Vincenzo Micheli, nel 1871, e la successiva realizzazione della stazione di Pisa Centrale, la Leopolda continuò a essere utilizzata come scalo merci fino al 1929. Da allora, fino al 1993, fu sede del mercato ortofrutticolo.
Nel 1996 furono avviati lavori di recupero della struttura. La Leopolda è un centro di aggregazione con spazi diversificati per attività culturali e sociali, propone attività organizzate direttamente e ospita iniziative promosse da altri soggetti. La sua fisionomia è dunque quella di un moderno centro multifunzionale gestito dall'Associazione Casa della Città Leopolda in cui si raccolgono oltre 50 associazioni di Pisa.

## Strutture e impianti
Nello spazio storico del fabbricato viaggiatori (due navate di uguali dimensioni separate da un'arcata - le due navate possono essere impiegate separatamente - per un totale di 1400 m² in grado di accogliere fino a 1 000 persone) vengono ospitati eventi interdisciplinari (convegni, fiere, mostre, spettacoli, cene di gala) e numerosi laboratori; negli edifici adiacenti un centro multimediale, una fumettoteca, una ludoteca e una sala-prove per il teatro, la danza e la musica. Quest'ultimo spazio ha il pavimento in legno ed è dotato di una grossa apertura sul cortile che consente di organizzare attività che prevedono uno scambio tra l'interno e l'esterno.